# Menyéd
Menyéd (románul: Minead) falu Romániában, a Partiumban, Arad megyében.

## Fekvése
Borossebestől északkeletre, Bajnokfalva és Dancsfalva közt fekvő település.

## Története
Menyéd nevét 1619-ben említette először Also Menied, Felseo Menied néven.
1808-ban Minyád 1851-ben Monyád, 1888-ban Minyád néven írták.
1910-ben 288 román lakosa volt. Ebből 20 görögkatolikus, 268 görögkeleti ortodox volt.
A trianoni békeszerződés előtt Arad vármegye Borossebesi járásához tartozott.

## Hivatkozások

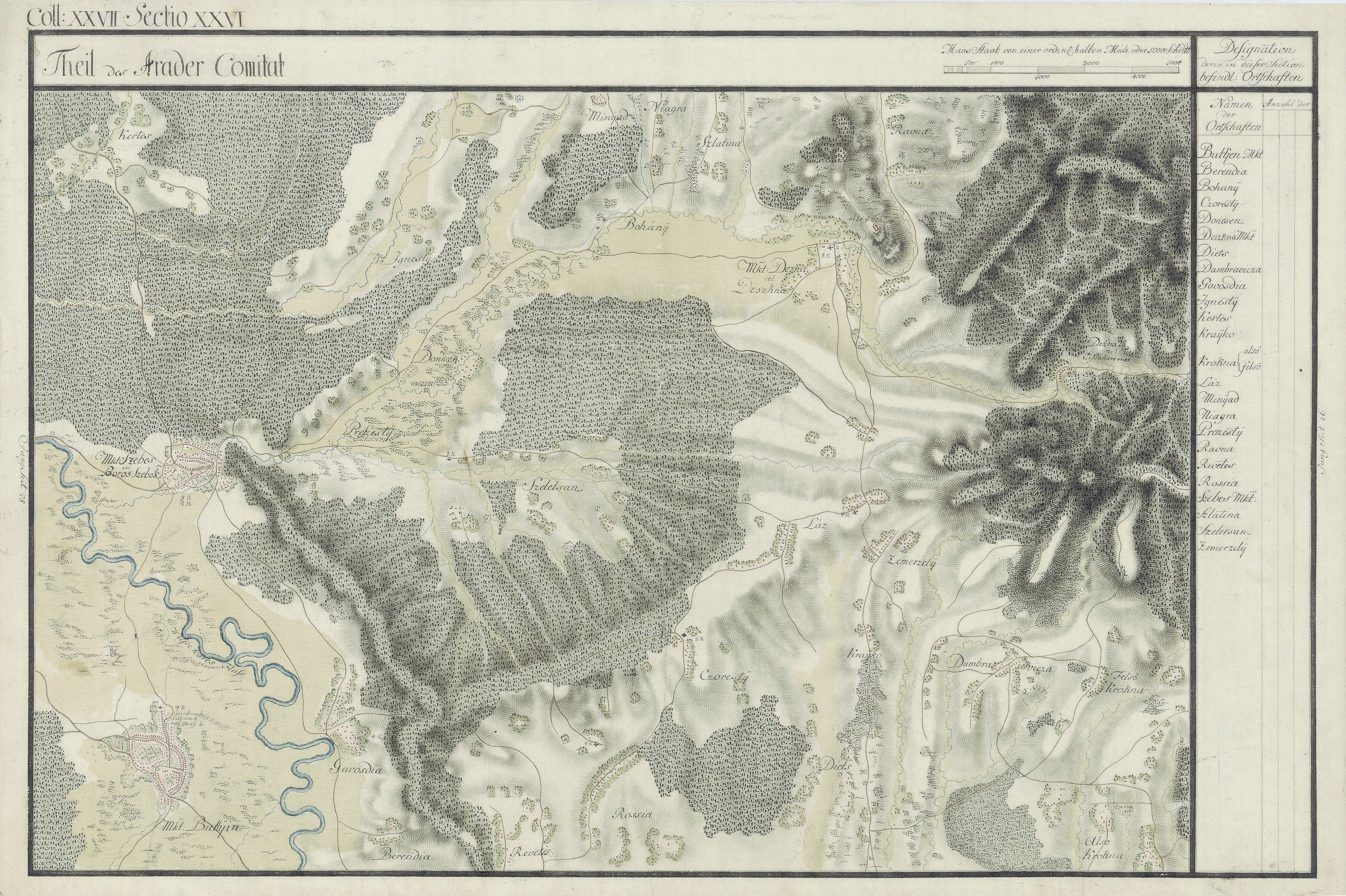
Menyéd egy régi térképen